# Hardenbergia
Genre
Hardenbergia est un genre de plantes à fleurs dicotylédones de la famille des Fabaceae (légumineuses), sous-famille des Faboideae, originaire d'Australie, qui comprend trois espèces acceptées.  
Ce sont des plantes grimpantes ou des arbrisseaux qui se rencontrent dans les forêts sclérophylles humides à sèches, les formations du type garrigue, les landes et les plaines littorales.
Ces plantes sont utilisées comme plantes ornementales, ou pour la constitution d'écran ou de couvre-sol. Les feuilles servent à préparer une boisson. 

## Étymologie
Le nom générique, « Hardenbergia », est un terme forgé en 1837 par le botaniste anglais George Bentham pour rendre hommage à la comtesse Franziska von Hardenberg, dont le frère, le baron Carl von Hügel (1794-1870),  collecta des plantes en Australie-Occidentale en 1833.

## Liste d'espèces
Selon The Plant List (24 décembre 2018) :
- Hardenbergia comptoniana (Andrews) Benth.
- Hardenbergia perbrevidens R.J.F.Hend.
- Hardenbergia violacea (Schneev.) Stearn